# Psammodromus jeanneae
Psammodromus jeanneae és una espècie sauròpsid escatós de la família dels lacèrtids, pròpia d'Espanya i sud-est de França. Inclosa anteriorment en l'espècie Psammodromus algirus, estudis recents d'ADN mitocondrial han demostrat ser una nova espècie (Busak et al., 2006).
Busak et al. han estimat que l'aïllament reproductiu entre les poblacions ancestrals de P. algirus a banda i banda de l'estret de Gibraltar va ocórrer fa uns 2,98-3,23 milions d'anys i que la separació entre Psammodromus manuelae i P. jeanneae fa 1,4-1,54 milions d'anys. Una alternativa a aquest escenari ha estat formulat per Carranza et al. (2006), segons els quals la separació entre els dos clades de la península Ibèrica hauria tingut lloc fa 3,6 milions d'anys i la separació entre el clade occidental, P. manuelae, i el nord-africà, P. algirus, fa 1,9 milions d'anys.

## Característiques
Coloració del dors marró clara, marró rogenca o olivàcia, amb dues línies supraciliars i altres dues supralabials blanquinoses o groguenques, amb una banda fosca entre elles. Algunes poblacions tenen una línia vertebral fosca. Ocels axil·lars de color blavós, de grandària decreixent cap a la part posterior, menors que en P. manuelae. Els ocels estan envoltats de negre. Els mascles grans presenten a la primavera els costats del cap i la gola de color taronja i groc. Costats d'escassa coloració negra i amb disposició irregular.

## Validesa de l'espècie
Cal destacar que fonts taxonòmiques fiables no estan d'acord amb la validesa d'aquesta espècie. En efecte, mentre que la Unió Internacional per a la Conservació de la Natura (UICN) la accepta sense cap comentari, The Reptile Database la situa com a sinònim de P. algirus.